# (654) Zelinda
(654) Zelinda ist ein Asteroid des Hauptgürtels, der am 4. Januar 1908 vom deutschen Astronomen August Kopff in Heidelberg entdeckt wurde.
Benannt ist der Asteroid nach der Schwester des italienischen Mathematikers und Politikers Ulisse Dini.